# Anthurium humoense
Anthurium humoense är en kallaväxtart som beskrevs av Thomas Bernard Croat. Anthurium humoense ingår i släktet Anthurium och familjen kallaväxter. Inga underarter finns listade.